# Paratuberculose
Paratuberculose ou doença de Johne é uma doença infecto-contagiosa crônica e, por vezes fatal que afeta principalmente o intestino delgado de ruminantes. É causada pela bactéria bacilar Mycobacterium avium paratuberculose (Map), que ao contrário de outras avium afetam principalmente mamíferos ruminantes, mas que também foram encontradas em diversas outras espécies, incluindo coelhos, raposas e aves. Cavalos, cães, e primatas não humanos foram infectados experimentalmente. Paratuberculose é amplamente encontrado em todo o mundo, causando grandes epidemias na Europa e EUA, mas também em Argentina, Brasil e Austrália. Estima-se que 30 a 50% dos rebanhos bovinos, ovinos e caprinos do mundo foram infectados em 2009-2010.

## Sintomas
Os sintomas iniciais são diarreia sem sangue nem muco, menor produção de leite, endurecimento do pelo, menor fertilidade e perda de peso progressiva. A maioria dos animais se recupera bem, mas seguem transmitindo a bactéria como portadores assintomáticos. Em 10% a 50% dos animais, algumas semanas depois, conforme a desidratação e perda de proteínas agravam, aparece edema na mandíbula, lesões intestinais e 1% morre com severa caquexia.
Alguns estudos associaram essa bactéria como possível causa da doença de Crohn em humanos, um tipo de inflamação crônica do intestino, transmitido pelo leite.

## Diagnóstico
Pode ser diagnosticado com um ELISA específico para paratuberculose. Pode ser cultivada a partir de amostra de leite.

## Tratamento
Não possui tratamento satisfatório, por isso se recomendam medidas para prevenir a infecção dos filhotes, separando-os de adultos e amamentando apenas com leite de mães saudáveis. Animais adultos costumam se recuperar bem.